# Acaena torilicarpa
Acaena torilicarpa é uma espécie de rosácea do gênero Acaena, pertencente à família Rosaceae.